# Elezioni europee del 2004 in Repubblica Ceca
Le elezioni europee del 2004 in Repubblica Ceca si tennero l'11 e 12 giugno. Si tratta delle prime elezioni cui la Repubblica Ceca abbia partecipato.

## Risultati
| Liste  | Liste                                                          | Gruppo       | Voti      | %     | Seggi |
| ------ | -------------------------------------------------------------- | ------------ | --------- | ----- | ----- |
|        | Partito Democratico Civico                                     | PPE-DE       | 700.942   | 30,05 | 9     |
|        | Partito Comunista di Boemia e Moravia                          | GUE/NGL      | 472.862   | 20,27 | 6     |
|        | SNK Democratici Europei                                        | PPE-DE       | 257.278   | 11,03 | 3     |
|        | Unione Cristiana e Democratica - Partito Popolare Cecoslovacco | PPE-DE       | 223.383   | 9,58  | 2     |
|        | Partito Social Democratico Ceco                                | PSE          | 204.903   | 8,78  | 2     |
|        | Indipendenti                                                   | IND/DEM - NI | 191.025   | 8,19  | 2     |
|        | Partito dei Verdi                                              | -            | 73.932    | 3,17  | -     |
|        | Unione dei Liberal Democratici (US-DEU - CZ - LiRA - ODS)      | -            | 39.655    | 1,70  | -     |
|        | Blocco della Destra                                            | -            | 27.504    | 1,18  | -     |
|        | Iniziativa Indipendente                                        | -            | 16.762    | 0,72  | -     |
|        | Repubblicani - Miroslav Sládek                                 | -            | 15.767    | 0,68  | -     |
|        | Partito Poetico di Balbín                                      | -            | 13.779    | 0,59  | -     |
|        | Partito per la Sicurezza della Vita                            | -            | 11.951    | 0,51  | -     |
|        | Partito Rurale - Forze Civiche Unite                           | -            | 11.734    | 0,50  | -     |
|        | Raggruppamento degli Apartitici                                | -            | 11.689    | 0,50  | -     |
|        | Per gli Interessi della Moldavia in un'Europa Unita            | -            | 9.293     | 0,40  | -     |
|        | Partito del Senso Comune                                       | -            | 6.316     | 0,27  | -     |
|        | Altri <0,25%                                                   | -            | 44.087    | 1,89  | -     |
| Totale | Totale                                                         | Totale       | 2.332.862 | 100   | 24    |